# Ceroplesis quinquefasciata
Ceroplesis quinquefasciata es una especie de escarabajo longicornio del género Ceroplesis, subfamilia Lamiinae. Fue descrita científicamente por Fabricius en 1793.
Se distribuye por Uganda, Ruanda, Senegal, Sierra Leona, Zimbabue, Mozambique, Suazilandia, Zambia, República Democrática del Congo, Tanzania, Nigeria, Transvaal, República Sudafricana, Guinea Ecuatorial, Togo, República Centroafricana, Angola, Botsuana y Liberia. Mide 21-31 milímetros de longitud. El período de vuelo de esta especie ocurre en los meses de marzo, abril, mayo, agosto, septiembre, octubre, noviembre y diciembre.